# Caridina moeri
Caridina moeri is een garnalensoort uit de familie van de Atyidae. De wetenschappelijke naam van de soort is voor het eerst geldig gepubliceerd in 1984 door Roth-Woltereck.